# 모바일어플라이언스
모바일어플라이언스 주식회사(Mobile Appliance)는 경기도 안양시에 본사를 둔 자율주행 솔루션 기업이다.
스마트자율주행 솔루션을 제공하며 영상기록장치와 차량 앞유리 주행정보표시(HUD), 자동차 사이 거리 측정·차선이탈 감지·추돌경보장치(ADAS), 내비게이션 등 자동차 안에서 사용할 수 있는 정보시스템 솔루션 등을 보유하고 있다.

### 내용주
1. ↑  공모가 3,500원에 코스닥 시장에 상장